# Bedford Heights
Bedford Heights – miasto w Stanach Zjednoczonych, w hrabstwie Cuyahoga, w stanie Ohio.
Liczba mieszkańców w 2000 roku wynosiła 11 375.